# 2001 KW76
2001 KW76, também escrito como 2001 KW76, é um objeto transnetuniano (TNO) que está localizado no cinturão de Kuiper, uma região do Sistema Solar. O mesmo possui uma magnitude absoluta de 7,6 e tem um diâmetro com cerca de 133 km.

## Descoberta
2001 KW76 foi descoberto no dia 22 de maio de 2001 pelo astrônomo Marc W. Buie.

## Órbita
A órbita de 2001 KW76 tem uma excentricidade de 0,214 e possui um semieixo maior de 45,935 UA. O seu periélio leva o mesmo a uma distância de 36,102 UA em relação ao Sol e seu afélio a 55,769 UA.